# Haemopidae
Haemopidae – rodzina pijawek szczękowych (Hirudiniformes) obejmująca 26 gatunków wyróżnionych na podstawie braku uchyłków wola. Są to głównie gatunki wodne. Niektóre są amfibiotyczne, a nieliczne – lądowe. Wszystkie prowadzą drapieżniczy tryb życia. Występują w obydwu Amerykach (kilka rodzajów), Azji Południowo-Wschodniej (Whitmania), a jeden z gatunków – pijawka końska (Haemopis sanguisuga) – ma palearktyczny zasięg występowania – jest jedynym przedstawicielem rodziny stwierdzonym na obszarze Polski. 
Typem nomenklatorycznym rodziny jest Haemopis.